# 美濃テクノパーク
座標: 北緯35度31分41.5秒 東経136度52分45.6秒 / 北緯35.528194度 東経136.879333度

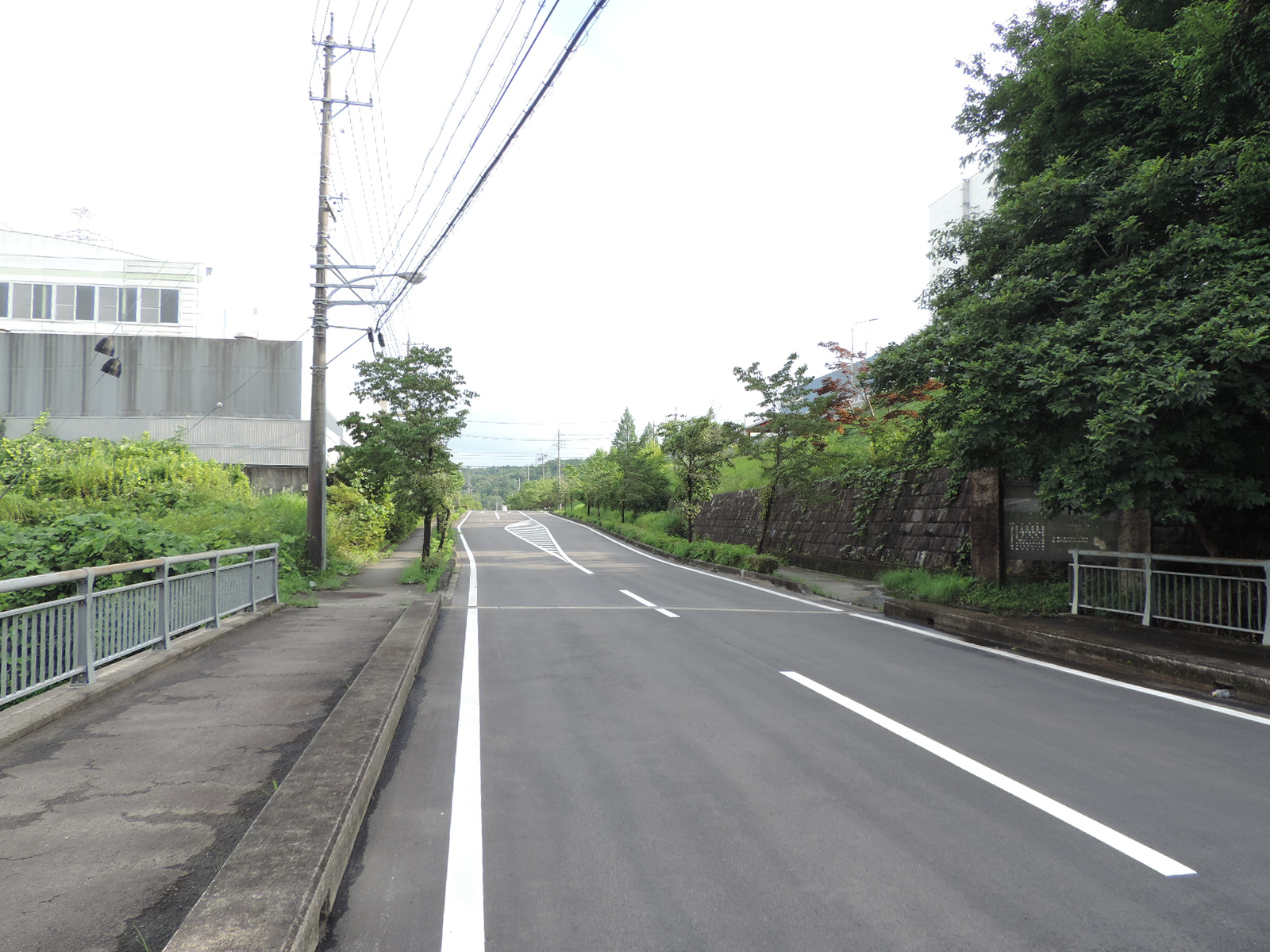
美濃テクノパークの北側の出入口にあたる道路（2020年7月撮影）。

美濃テクノパーク（みのテクノパーク）は、岐阜県美濃市楓台にある美濃市が造成、分譲した総面積44.7ヘクタールの企業団地。分譲事業の担当は、美濃市産業振興部産業課と岐阜県土地開発公社。1990年から分譲が開始され、2005年に分譲終了。全11社がここに進出した。進出企業は、一般機械器具、電気、輸送機械器具などの製造業が中心となっている。アサヒフォージ、富士変速機。三菱日立ホームエレベーターなど。

## アクセス
- 美濃ICから車で西へ2.2km（約5〜7分）。美濃インターチェンジは、東海環状自動車道と東海北陸自動車道に繋がり、交通の要所で長良川の流域に当たる。

## 近隣の工業団地
- テクノプラザ
- 関テクノハイランド
- ソフトピアジャパン
- 土岐プラズマ・リサーチパーク
- 瑞浪クリエイションパーク